# Rue Pierre-L'Ermite
La rue Pierre-L'Ermite est une voie du 18e arrondissement de Paris, en France.

## Situation et accès
La rue Pierre-L'Ermite est une voie publique située dans le 18e arrondissement de Paris. Elle débute au 26, rue de Jessaint et se termine au 9, rue Saint-Bruno.

## Origine du nom
Elle porte le nom de Pierre l'Ermite (1053-1115), prédicateur de la première croisade.

## Historique
Cette voie de l'ancienne commune de La Chapelle s'est appelée « rue Ernestine-Prolongée », puis « rue Ernestine », avant de prendre son nom actuel le 19 décembre 1874.

## Bâtiments remarquables et lieux de mémoire
- Église Saint-Bernard de la Chapelle.